# Cerkiew św. Onufrego w Rukomyszu
Cerkiew św. Onufrego – zabytkowa niewielka obronna cerkiew parafialna w Rukomyszu, wsi w rejonie buczackim obwodu tarnopolskiego na Ukrainie. 

## Wiadomości
Konsekrowana w 1768 jako cerkiew greckokatolicka, obecnie jest cerkwią parafialną w jurysdykcji Kościoła Prawosławnego Ukrainy (do 2018 r. należała do Ukraińskiego Autokefalicznego Kościoła Prawosławnego). Słynna przede wszystkim z powodu znajdującej się w niej rzeźbionej figury świętego Onufrego, za autora której uważa się Jana Jerzego Pinzla.
Cerkiew została zamknięta przez władzę bolszewicką w 1953.
30 lipca 2012 kamienie ze skał spadły na przedsionek cerkwi i zrujnowały go; przyczyną zdarzenia były wybuchy podczas budowy drogi objazdowej obok Buczacza Jednak figura świętego Onufrego ocalała, zniszczeniu uległa tylko część jednego palca na ręce.